# Bridget Marquardt
Bridget Christina Sandmeier (25 de setembro de 1973), mais conhecida como Bridget Marquardt, é uma personalidade da televisão estadunidense, modelo, atriz e socialite que ficou conhecida por ser uma participante da série de televisão The Girls of the Playboy Mansion com Holly Madison e Kendra Wilkinson, todas namoradas do dono da revista Playboy Hugh Hefner.

## Filmografia
- A Casa das Coelhinhas (2008) (Longa-metragem)
- Todo Mundo em Pânico 4 (2006) (Longa-metragem)
- O Amor Custa Caro (2003) (Longa-metragem)
- The Telling (2009) (Longa-metragem)